# Global 500 Roll of Honour
Global 500 Roll of Honour (em português: Papel de Honra Global 500) foi uma premiação anual patrocinada de 1987 a 2003 pelo Programa das Nações Unidas para o Meio Ambiente, uma das agências da Organização das Nações Unidas (ONU), cujo objetivo era congratular personalidades com contribuições extensas a partir de programas e projetos construídos em seu país a fim de preservar o meio ambiente da destruição humana.
Substituído pelo Champions of the Earth, premiação semelhante organizada pelo mesmo programa, já contemplou diversos indivíduos renomados: o fundador do Green Belt, Wangari Maathai; o produtor de televisão David Attenborough; o antropólogo e etnobiólogo Darrell Posey e o ativista japonês Harada Masazumi. No mundo lusófono, o seringueiro e ambientalista acreano Chico Mendes representou o Brasil, assim como o jornalista, ativista, escritor, militante e criador da REBIA (Rede Brasileira de Informação Ambiental), Vilmar Sidnei Demamam Berna, que recebeu a honraria em Tóquio, durante a comemoração do Dia Mundial do Meio Ambiente (5 de novembro), em 1999.